# 尹力
尹 力（いん りょく、イン・リー、1962年8月 - ）は、中華人民共和国の官僚、政治家。現職は中国共産党北京市委員会書記。

## 経歴
尹力は1962年8月に山東省済南市の医者の家に生まれた。山東省実験中学校を経て、1980年7月、山東医科大学（現在の山東大学）を卒業した。1988年に修士課程を卒業した後、教育部は尹力をソビエト連邦に派遣し、1988年から1993年までソビエト連邦モスクワで社会衛生、経済と衛生事業管理研究所博士大学院生を専攻した。1993年に帰国し、国務院研究室へ入局した。教科文衛司副処長、処長、社会発展司副巡視員、巡視員を歴任した。2002年9月から2003年4月まで、ハーバード大学公共衛生学院の客員研究員を務めた。
2003年5月に、衛生部弁公庁副主任に転任した。同年10月に、衛生部国際合作司長に就任した。翌年1月には世界保健機関執行委員会副主席を兼務した。2006年7月、衛生部弁公庁主任に昇格した。2008年9月、尹力は衛生部の党組城成員、副部長に昇進し、当時の最年少衛生部副部長となった。2012年2月、国家食品薬品監督管理局党組書記、局長を担当した。同年11月、中国共産党第18期中央委員会候補委員に選出された。2013年4月、国家衛生計画生育委員会副主任、国家食品薬品監督管理総局副局長、党組副書記を担当した。
2015年3月、党務に転じて四川省に赴任し、四川省党委員会専職副書記に就任した。5月には中国共産党四川省委員会宣伝部部長を兼任。第12期四川省人民代表大会常務委員会は2016年1月22日の第21回会議で、魏宏省長の辞任届を受理し、尹力を副省長兼省長代行に任命することを決定した。
2020年11月30日、中国共産党中央委員会は尹力が中国共産党福建省委員会書記に転任することを決定した。
2022年10月の中国共産党第二十回全国代表大会で中国共産党中央政治局委員に選ばれ、11月13日には政治局常務委員・書記処常務書記に転じた蔡奇の後任として中国共産党北京市委員会書記に就任した。